# Tilburg (turniej szachowy)
Szachowe turnieje w Tilburgu rozgrywane były w latach 1977–1998 (z wyjątkiem roku 1995). Do roku 1994 głównym sponsorem było przedsiębiorstwo ubezpieczeniowe "Interpolis", natomiast trzy ostatnie turnieje sponsorowała firma "Fontys". Od pierwszej edycji turnieje w Tilburgu miały bardzo silną obsadę i przez całą swoją historię zaliczane były do turniejów szachowej elity. Prawie wszystkie rozegrane zostały systemem kołowym (lub dwukołowym) z udziałem od 8 do 12 zawodników, wyjątek stanowiły edycje z lat 1992, 1993 i 1994, które przeprowadzono system pucharowym. Zdecydowanym liderem pod względem liczby zwycięstw w Tilburgu jest Anatolij Karpow, który triumfował tu siedmiokrotnie. Po dwa zwycięstwa zanotowali Garri Kasparow, Aleksander Bielawski i Anthony Miles (w tym jedno dzielone).

## Zwycięzcy turniejów w Tilburgu
| Lp | Rok  | Zwycięzcy                                     |
| -- | ---- | --------------------------------------------- |
| 1  | 1977 | Anatolij Karpow                               |
| 2  | 1978 | Lajos Portisch                                |
| 3  | 1979 | Anatolij Karpow                               |
| 4  | 1980 | Anatolij Karpow                               |
| 5  | 1981 | Aleksander Bielawski                          |
| 6  | 1982 | Anatolij Karpow                               |
| 7  | 1983 | Anatolij Karpow                               |
| 8  | 1984 | Anthony Miles                                 |
| 9  | 1985 | Anthony Miles, Robert Hübner, Wiktor Korcznoj |
| 10 | 1986 | Aleksander Bielawski                          |
| 11 | 1987 | Jan Timman                                    |
| 12 | 1988 | Anatolij Karpow                               |
| 13 | 1989 | Garri Kasparow                                |
| 14 | 1990 | Wasilij Iwanczuk, Gata Kamski                 |
| 15 | 1991 | Garri Kasparow                                |
| 16 | 1992 | Michael Adams                                 |
| 17 | 1993 | Anatolij Karpow                               |
| 18 | 1994 | Walerij Sałow                                 |
| 19 | 1996 | Borys Gelfand, Jeroen Piket                   |
| 20 | 1997 | Piotr Swidler                                 |
| 21 | 1998 | Viswanathan Anand                             |